# Алексеев, Андрей Николаевич
Андре́й Никола́евич Алексе́ев (11 декабря 1930, Ленинград — 9 сентября 2015, Санкт-Петербург) — советский зоолог, акаролог, специалист в области медицинской энтомологии, теоретической и прикладной паразитологии, доктор медицинских наук (1969), профессор. Первый президент Паразитологического общества при РАН.

## Биография
Родился в Ленинграде 11 декабря 1930 года. Его отец, Николай Михайлович Алексеев, после окончания Военно-медицинской академии работал военным врачом. Его мать, Зинаида Давыдовна Алексеева-Вербова, была хореографом и организатором одной из первых в СССР школ по художественной гимнастики. В годы Великой Отечественной войны (1941—1944 годах) семья была эвакуирована в Свердловск, а затем во Фрунзе.
В 1954 году с золотой медалью окончил Военно-медицинскую академию. Специализацию проходил на кафедре общей биологии и паразитологии у Е. Н. Павловского и участвовал в ведомственных экспедициях в Закавказье, возглавляемых с профессором А. В. Гуцевичем, для изучения переносчиков малярии и лихорадки Паппатачи и испытания репеллентов. В 1954—1960 годах состоял на службе в армии и работал НИИ Министерства обороны СССР в Загорске и Кирове. С 1960 года работал во ВНИИ дезинфекции и стерилизации Минздрава СССР. В 1966 году заочно окончил МГУ по специальности «история». Дипломная работа защищена по теме «Афины V в до н. э.».
В 1963 году защитил диссертацию на соискание степени кандидата медицинских наук на тему «Изучение биологии и чувствительности к инсектицидам блох Ceratophyllus consimilis Wagn. 1898». В 1969 году защитил диссертацию на соискание учёной степени доктора медицинских наук по теме «Взаимоотношения кровососущих членистоногих и возбудителей болезней человека (количественная характеристика взаимоотношений пар возбудитель—переносчик, изученных методом индивидуального дозированного заражения членистоногих)». В 1970 году присвоено звание профессора. С 1971 по 1986 год работал в Институте медицинской паразитологии и тропической медицины им. Е. И. Марциновского. В1977—1982 годах заведовал кафедрой медицинской энтомологии в Центральном институте усовершенствования врачей. В 1986—1990 годах работал в Институте полиомиелита и вирусных энцефалитов АМН СССР. В 1990—1992 годах работал Институте эволюционной физиологии и биохимии им. И. М. Сеченова. В 1992 году становится сотрудником Зоологического института РАН. Умер 9 сентября 2015 года.

## Научная деятельность
Изучал особенности различных групп кровососущих членистоногих в условиях антропогенного воздействия. Алексеев ввёл понятие эмерджентных свойств паразитической системы, сформулировал закон множественных путей передачи инфекции, концепцию антагонистических и синергетических взаимодействий в многокомпонентных паразитарных системах и концепцию специфической встречаемости смешанных инфекций у иксодовых клещей. Он также раскрыл значение фенотипической и генотипической изменчивости популяций переносчиков заболеваний для понимания основных механизмов процессов в сложных паразитарных системах.
Исследовал взаимоотношения между возбудителями болезни Лайма, клещевого энцефалита, эрлихиоза внутри организма членистоногих-переносчиков при множественном их заражении. Доказал, что при увеличении содержания в среде ионов тяжелых металлов клещи становятся более активным переносчиками трансмиссивных заболеваний. Изучал влияние изменения путей миграции птиц на ареалы клещей-переносчиков заболеваний и роль последних в развитии эпизоотий на путях миграции.
На основании анализа описания заболеваний в древних текстах, Алексеев доказал, что на результаты Пелопоннесской войны (431—404 гг. до н. э.) оказала влияние эпидемия сыпного тифа, что было связано с концентрацией в городе деревенского населения, высоким уровнем заражения вшами и антисанитарными условиями.
Совместно с сотрудниками Института им. Е. И. Марциновского Алексеев обобщил данные применения бактериальных препаратов для борьбы с гнусом, являющихся переносчиками малярии. Для обеспечения безопасности работы с заражёнными живыми блохами Алексеев изобрёл прибор для их фиксации, микрокопирования, автоматического подсчёта этих насекомых. Этот прибор в дальнейшем получил название «Аппарат Алексеева» и был использован для изучения взаимоотношений между возбудителями и переносчиками листериоза, вируса Иссык-Куль и др. заболеваний. Также он изобрёл «аппарат для принудительного кормления живых кровососущих членистоногих». В результате опытов проведённых В. М. Сафьяновой было продемонстрировано, что в кишечнике москитов происходит обмен генетической информацией между двумя видами лейшманий при совместном их заражении насекомого. Доказал, что в смешанных очагах боррелиоза и клещевого энцефалита, боррелии уменьшают восприимчивость к вирусу и смягчают у людей течение клещевого энцефалита. При этом, чем интенсивнее зараженность мелких животных боррелиями, тем ниже вероятность распространения клещевого энцефалита в популяции переносчика.
Был одним из создателей и с 1992 по 2003 годы первым президентом Паразитологического общества при РАН. под его руководством прошли пять съездов. В 2003 году избран почётным президентом Паразитологического общества.
С 1976 по 2005 года был экспертом ВОЗ в комитете «Биология переносчиков и борьба с ними», в 1980—1994 годах состоял в Комитете «Управление внешней средой для борьбы с переносчиками» при ВОЗ/ФАО/ЮНЕП. Был руководителем 16 аспирантов и 1 докторантов.

### Членство в научных обществах
Состоял во многих научных обществах, в том числе:
- Русское энтомологическое общество (с 1966 года)
- Энтомологическое общество Америки (с 1995 года)
- Паразитологического общества при РАН (с 1992 года, основатель общества)
- Скандинавско-Балтийское общество паразитологов (с 1998 года)
- Нью-Йоркская академия наук (с 1995 года)

### Награды и признание
Награждён медалями «40 лет Вооруженных Сил», «За безупречную службу» III степени. В честь Алексеева назван таракан Rhabdoblattella alexeevi Anisyutkin, 2016.

## Публикации
Автор 568 публикаций в том числе:

### Книги
- Алексеев А. Н., Кондрашова З. Н. Организм членистоногих как среда обитания возбудителей. — Свердловск: УНЦ АН СССР, 1985. — 181 с.
- Алексеев А. Н., Маханько Е. В. Биологическая борьба с членистоногими - переносчиками возбудителей болезней человека : (Средства, методы, перспективы) : Учеб. пособие. — М.: ЦОЛИУВ, 1985. — 43 с.
- Алексеев А. Н. Система клещ-возбудитель и её эмерджентные свойства. — СПб.: ЗИН РАН, 1993. — 204 с.
- Алексеев А. Н., Лобзин Ю. В. Клещевые инфекции и их переносчики: современные проблемы паразитологии и эпидемиологии : лекция. — СПб.: Российская Воено-медицинская академия, 2005. — 39 с.
- Алексеев А. Н. Кровососущие членистоногие в паразитарной системе : механизмы защиты и агрессии переносчиков возбудителей болезней : учебное пособие (Конспекты по зоологии беспозвоночных; вып. 2). — СПб.: Изд-во Санкт-Петербургского гос. ун-та, 2008. — 55 с. — ISBN 978-5-288-04771-8.
- Алексеев А. Н., Дубинина Е. В. Блохи - домашние или домовые животные?. — М.: Товарищество научных изд. КМК, 2017. — 96 с. — 1000 экз. — ISBN 978-5-9909477-1-9.

### Статьи
- Алексеев А. Н. О так называемой чуме в Афинах // Вестник Древней истории. — 1966. — № 3. — С. 127—142. — ISSN 0321-0391.
- Алексеев А. Н. Физиологические и генетические основы коэволюции сложных систем «эктопаразит — переносчик — возбудитель болезней» // Журнал эволюционной биохимии и физиологии. — 2007. — Т. 43, № 6. — С. 507—519.. — ISSN 0031-1847.
- Алексеев А. Н., Буренкова Л. А., Чунихин С. П. Запахи растений — важные детерминанты поведения и скорости развития иксодид-переносчиков болезней // Паразитология. — 1992. — Т. 26, № 1. — С. 20—31. — ISSN 0031-1847.
- Алексеев А. Н., Гребенюк Р. В., Чиров П. А., Кадышева А. М. О взаимоотношениях возбудителя листериоза (Listeria monocytogenes) и кровососущих блох // Паразитология. — 1971. — Т. 5, № 2. — С. 113—118. — ISSN 0031-1847.